# اینستا۳۶۰
اینستا۳۶۰ (انگلیسی: Insta360) شرکت فناوری اطلاعات چینی است، که در سال ۲۰۱۵ تأسیس شد.